# Eteocle (figlio di Evippe)
Eteocle (in greco antico: Ἐτεοκλῆς?, Eteoklḕs) è un personaggio della mitologia greca. Fu re di Orcomeno.

## Genealogia
Sua madre fu Evippe mentre la paternità è incerta poiché Pausania non specifica se il padre sia Andreo o Cefiso, il dio del fiume attico Cefiso.
Eteocle morì senza aver avuto figli.

## Mitologia
Re di Orcomeno, fu considerato il fondatore di due tribù di Atene ed assegnò un po' della sua terra ad Almo, figlio di Sisifo, che si crede sia l'eponimo del villaggio Olmonas in quanto "Almones" era la presunta forma originale del nome.
Eteocle probabilmente fu anche il primo ad offrire sacrifici alle Cariti e ad aver riconosciuto in tre l'esatto numero delle dee.